# Jeux mondiaux des sports de l'esprit
Les Jeux mondiaux des sports de l'esprit (en anglais : World Mind Sport Games) sont une compétition organisée par l'Association internationale des sports de l'esprit (AISE) dont la première édition s'est déroulée à Pékin du 3 au 18 octobre 2008, dans la foulée des Jeux olympiques et des Jeux paralympiques. La dernière édition a eu lieu à Lille du 9 au 23 août 2012.

## Sports pratiqués
En 2019, huit sports de l'esprit seront présents. Sept fédérations sont membres de la Fédération mondiale des sports de l'esprit :
| Membre numéro | Sport          | Organisation                                | Entrée |
| ------------- | -------------- | ------------------------------------------- | ------ |
| 1             | échecs         | Fédération internationale des échecs (FIDE) | 2008   |
| 2             | dames          | Fédération mondiale du jeu de dames         | 2008   |
| 3             | go             | Fédération internationale de go             | 2008   |
| 4             | échecs chinois | World Xiangqi Federation                    | 2008   |
| 5             | bridge         | Fédération mondiale de bridge               | 2008   |
| (observateur) | Poker          | International Federation of Poker           | 2010   |
| 6             | Mah-jong       | Mahjong International League                | 2017   |
| 7             | Jeux de cartes | Federation of Card Games (FCG)              | 2018   |

Sur les 500 millions d'amateurs de sports de l'esprit dans le monde, plus de 3 000 se sont affrontés à Pékin.
Les jeux mathématiques ont été présentés pour la première fois, hors compétition, aux Jeux de Lille en 2012.

## Pays participants
- Suède
- Norvège
- Danemark
- Russie
- Ukraine
- Biélorussie
- Lettonie
- Hongrie
- Bulgarie
- États-Unis
- France
- Italie
- Pays-Bas